# GU Sagittarii
GU Sagattarii är en eruptiv variabel av RCB-typ (RCB) i stjärnbilden Skytten.
Stjärnan har magnitud +10,2 och når i förmörkelsefasen ner till +16,6.